# Diego Pérez Retes
Diego Pérez Retes (Bilbao, Vizcaya, 14 de septiembre de 1978) es un actor español de cine, teatro y televisión.

## Biografía
Desde 2010 hasta 2011 y nuevamente desde 2015 trabaja en el diario de León después de haber pasado por la Complutense de Madrid y de haber realizado numerosos spots publicitarios. 
En Vaya Semanita es donde se ha dado a conocer con personajes como "Txori", el mejor amigo del Jonan; "Antxon Gudari" de El Último Superviviente Vasco; Antxón, de Antxón y Maite; y muchos personajes más de diferentes sketches. 
También ha aparecido en un episodio de Allí abajo en 2018. Y en La que se avecina en 2014 y 2015.

## Filmografía

### Televisión
- Vaya Semanita, ETB2
- 2018, Allí abajo, Antena 3
- 2014-2015, La que se avecina, Telecinco
- Vaya Semanita (2024 - )[2][3]